# Lempster
Lempster és una població dels Estats Units a l'estat de Nou Hampshire. Segons el cens del 2000 tenia 971 habitants.

## Demografia
Segons el cens del 2000, Lempster tenia 971 habitants, 387 habitatges, i 275 famílies. La densitat de població era d'11,6 habitants per km².
Dels 387 habitatges en un 30,5% hi vivien nens de menys de 18 anys, en un 59,9% hi vivien parelles casades, en un 7,2% dones solteres, i en un 28,7% no eren unitats familiars. En el 22% dels habitatges hi vivien persones soles el 9,6% de les quals corresponia a persones de 65 anys o més que vivien soles. El nombre mitjà de persones vivint en cada habitatge era de 2,51 i el nombre mitjà de persones que vivien en cada família era de 2,9.
Per edats la població es repartia de la següent manera: un 24,3% tenia menys de 18 anys, un 5,3% entre 18 i 24, un 28,4% entre 25 i 44, un 27,9% de 45 a 60 i un 14,1% 65 anys o més.
L'edat mediana era de 41 anys. Per cada 100 dones de 18 o més anys hi havia 105,9 homes.
La renda mediana per habitatge era de 40.458$ i la renda mediana per família de 45.385$. Els homes tenien una renda mediana de 31.484$ mentre que les dones 22.566$. La renda per capita de la població era de 19.172$. Entorn del 3,2% de les famílies i el 7,3% de la població estaven per davall del llindar de pobresa.